# Cañada del Hoyo
Cañada del Hoyo – gmina w Hiszpanii, w prowincji Cuenca, w Kastylii-La Mancha, o powierzchni 90,37 km². W 2011 roku gmina liczyła 284 mieszkańców.